# 查尔斯敦 (印第安纳州)
查尔斯敦（英語：Charlestown），美国印第安纳州克拉克县的一个城市。总面积29.76平方公里，总人口7585（2010年）。